# Dharapuram
Dharapuram é uma cidade e um município no distrito de Erode, no estado indiano de Tamil Nadu.

## Geografia
Dharapuram está localizada a 10° 44′ N, 77° 31′ L. Tem uma altitude média de 245 metros (803 pés).

## Demografia
Segundo o censo de 2001,  Dharapuram  tinha uma população de 65,137 habitantes. Os indivíduos do sexo masculino constituem 49% da população e os do sexo feminino 51%. Dharapuram tem uma taxa de literacia de 76%, superior à média nacional de 59.5%: a literacia no sexo masculino é de 82% e no sexo feminino é de 71%. Em Dharapuram, 9% da população está abaixo dos 6 anos de idade.